# Замок Еренберг
Замок Еренберґ (Тіроль) знаходиться за 1 км на південь від містечка Ройтте в Аусерферні землі Тіроль. На вершині гори на 150 м над замком лежала цитадель комплексу укріплення Шлосскопф  (нім. Schlosskopf), а у долині форт Клаудія. Вони формують один з найвідоміших і найзначніших фортифікаційних комплексів Центральної Європи.

## Історія

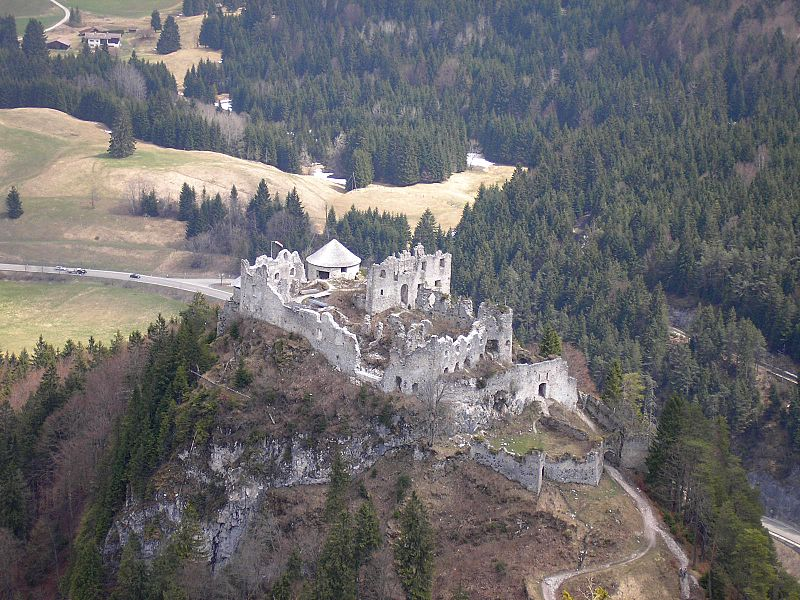
Замок Еренберг з гори Шлосскопф

У ХІІІ ст. регіон переважно належав династії Гогенштауфенів. Наприкінці століття ним володіла вдова короля Конрада IV, а від неї з приданим до графа Тіролю Майнхарда II (нім. Meinhard II). Населення Тіролю передало 1290 князю-єпископу Аугсбургу прикордонний замок Фалькенштайн (нім. Burg Falkenstein), що могло бути причиною побудови замку над Ройтте за кошти громад і маркграфів. Городище було зведено з навколишнім муром у формі близькій до кола відповідно до форми вершини скелі. Всередині розміщено прямокутний палац з великою залою. На 1293 рік задокументовано його першого власника Гайнріха фон Штаркенберга (нім. Heinrich von Starkenberg). Після 1314 року замок декілька разів передавали у заставу, яка була доволі високою через надходження від митниці під замком. У 1317 році було куплено 4200 дахівок для покриття мурів замку, дахів. На 1365 рік замок викупив ерцгерцог Рудольф IV Великодушний Габсбург. З XV ст. розпочалась розбудова і надбудова замкового палацу, було добудовано артилерійську вежу. Потім замок перейшов у 1493 році від дворянина Габсбургів, бургграфа Еренбергу Райнпрехта V фон Грабен (нім. Reinprecht V. von Graben) до купця Георга Госсемброта з Аугсбургу. Хоча він був непопулярним серед міщан, але зміг піднести значення ярмарків і торгівлі у Ройтте. Після його отруєння у 1502 році місто й замок перейшли на 1523 рік до жорстокого іспанця Габріеля Саламанки. Через це розгнівані міщани змусили герцога повернути їх у свою власність (1525).

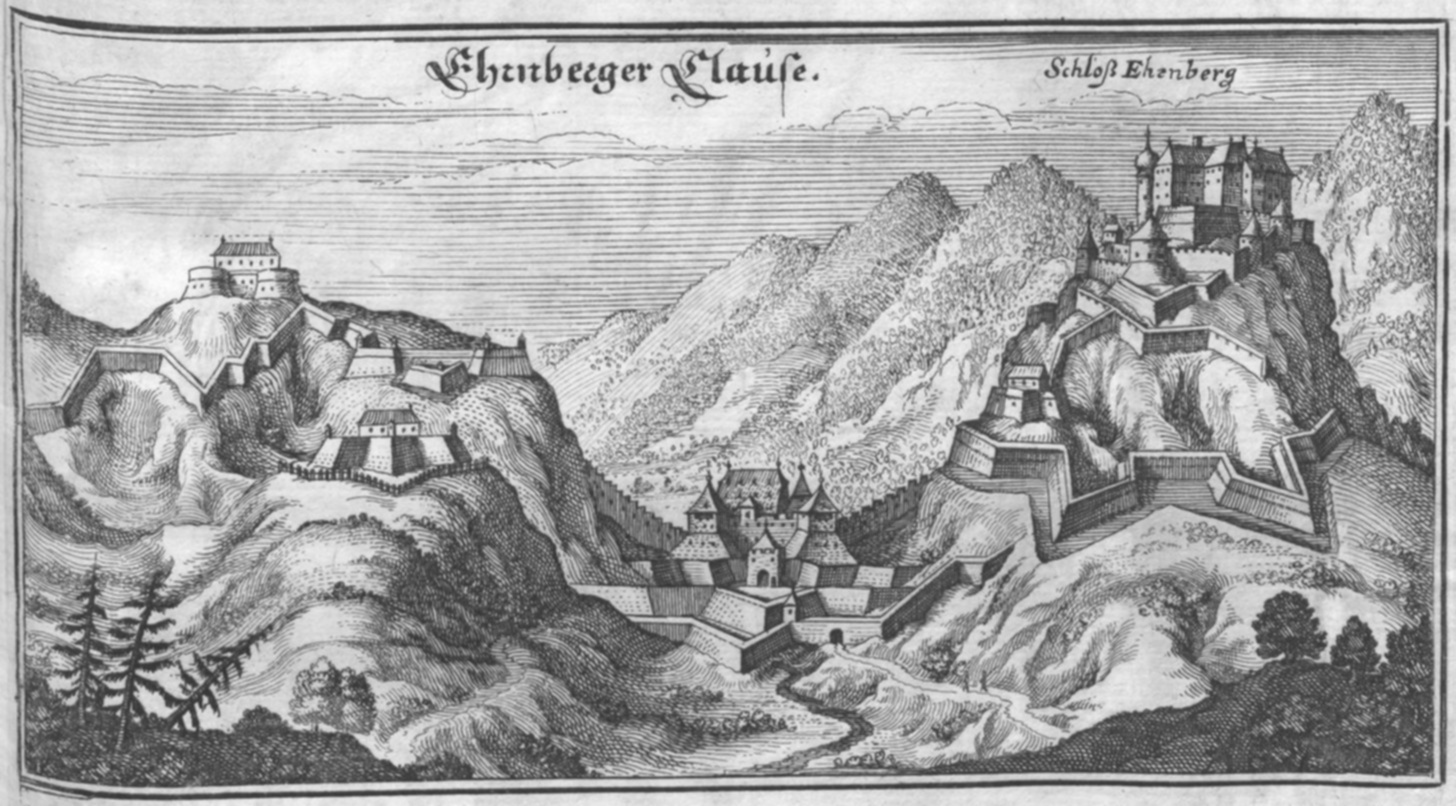
Замок Еренберг і форт Клаудія (ліворуч). З книги 1679 р.

З початком релігійних воєн до Тіролю у 1546 році підійшли сили Шмалькальденського союзу. Замок атакувало до 200 нападників, а проти виступало близько 29 оборонців і до 60 разом з Ройтте. Їм вдалось 12 липня захопити замок. У вересня війська герцога підняли 7 гармат на сусідню гору Фалькенберг, звідки обстріляли замок. Протестанти втекли назад в Алльгой, а ремонт і модернізація замку тривали до 1551 року. Було збудовано велику північно-східну артилерійську вежу, добудовано дві круглі башти, бастіони біля зовнішньої в'їзної брами. У 1552 році замок невдало атакував курфюрст Мориц Саксонський. Знову проявилась незахищеність замку відносно гори Фалькенберг. Після завершення війни герцог приділяв мало уваги замку. У 1566 році гарнізон замку складався з 5 чоловік і конюха. Наприкінці XVI ст. ерцгерцог Максиміліан ІІІ вирішив, що посилити фортифікації Еренберга вигідніше, ніж блокувати прохід по долині. Він запропонував модернізувати укріплення (1607-1609).
У ході Тридцятирічної війни протестантська армія у 1632 році загрожувала Тіролю, через що замок Еренберг зміцнили бастіонами (флешами). Близько 6000 нападників герцога Бернгарда Заксен-Ваймарського (Саксен-Веймарского) не змогли захопити замок. Вдова ерцгерцога Леопольда V Клаудія Медічі надала у 1639 році кошти на будівництво форту Клаудія з двома бастіонами на горі Фалькенберг, що здійснив будівничий Еліас Гумп, або Гумпп (нім. Elias Gumpp).
У війні за іспанську спадщину баварський курфюрст захопив замок Еренберг. Через місяць тірольці зібрали декілька гармат, які селяни підняли на панівну гору Шлосскопф. На основі цього було почато будівництво фортеці на горі Шлосскопф (1726-1741). Замок був з'єднаний мурами з новою фортецею. З 1782 року тірольські замки закинули. Їх продали і почали розбирати каміння на будівельні матеріали.
На середину ХІХ ст. руїни замку купив промисловець Гайнріх Шенер (нім. Heinrich Schoener). У середині ХХ ст. асоціація "Врятувати Еренберг" (нім. Rettet Ehrenberg) розпочала консультації з власниками заради порятунку рештків замку. Сьогодні замок відкритий для відвідування.

## Фотогалерея

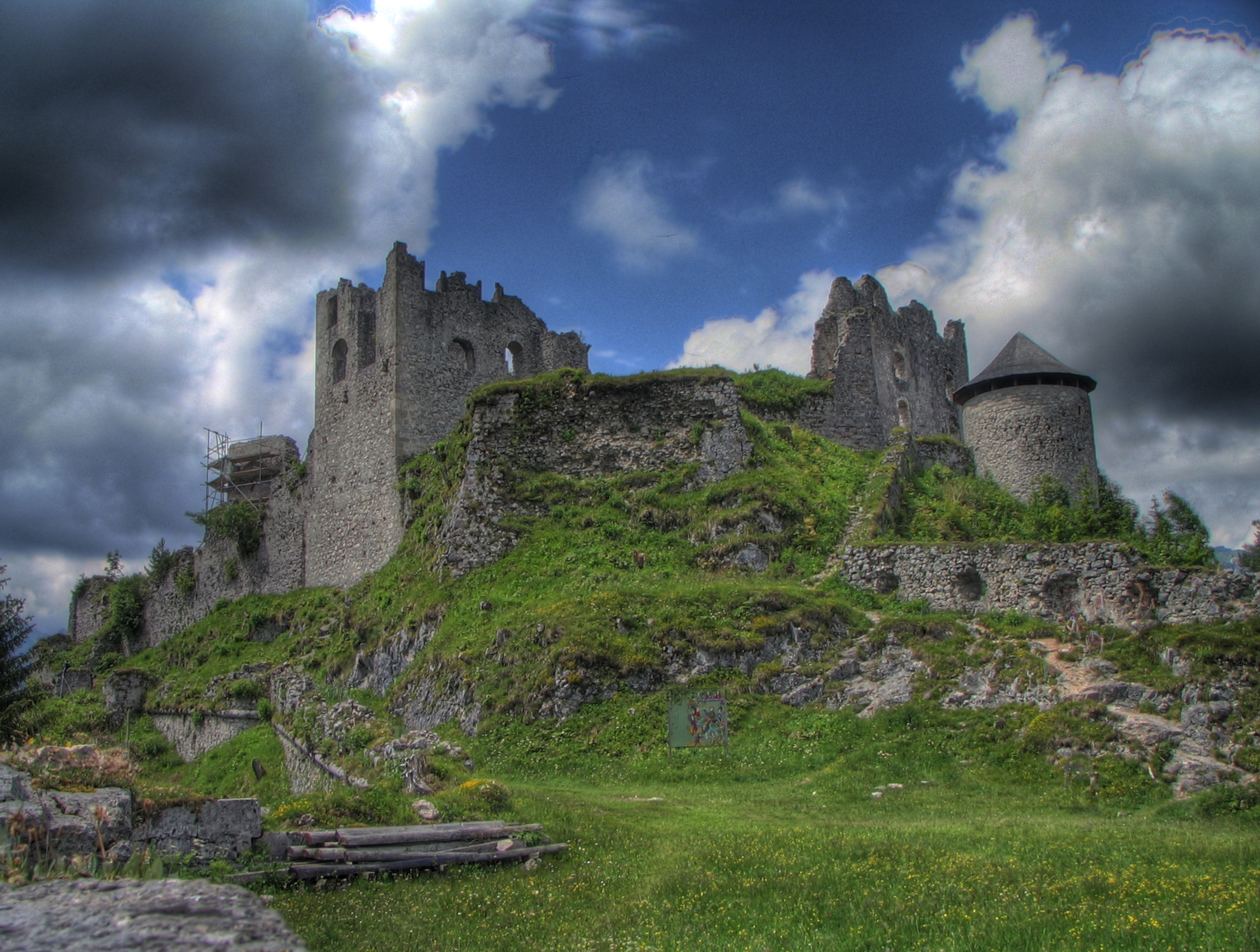
Замок Еренберг
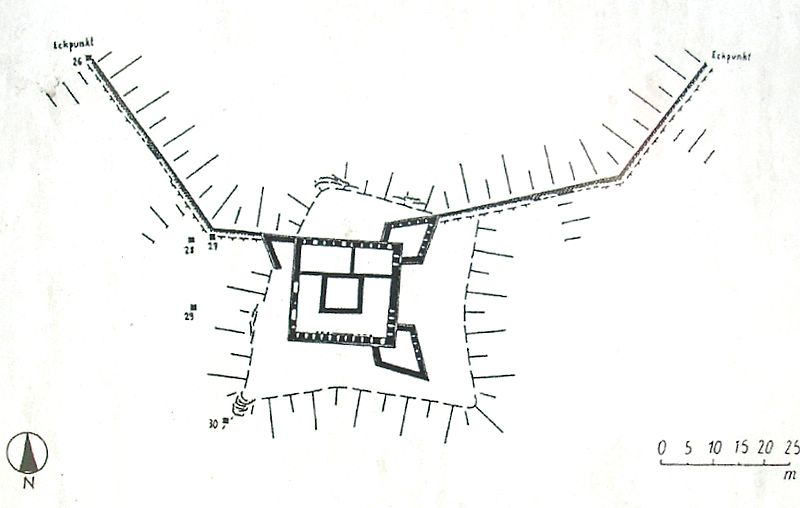
Схема форту Клаудія
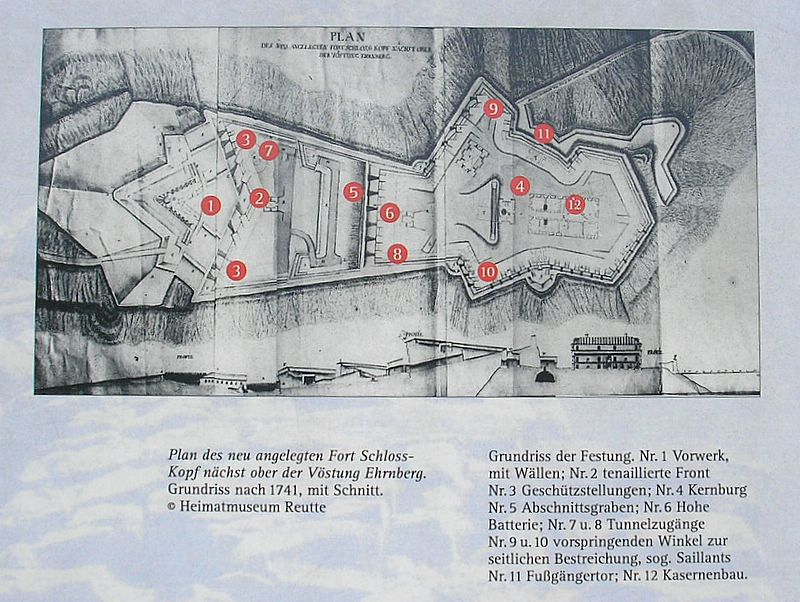
Схема укріплення Шлосскопф
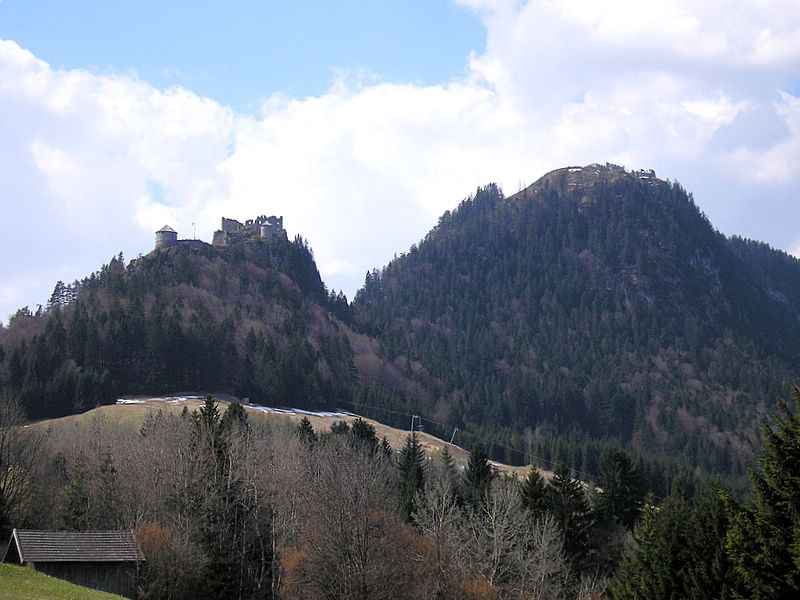
Замок Еренберг і фортифікація Шлосскопф (ззаду)
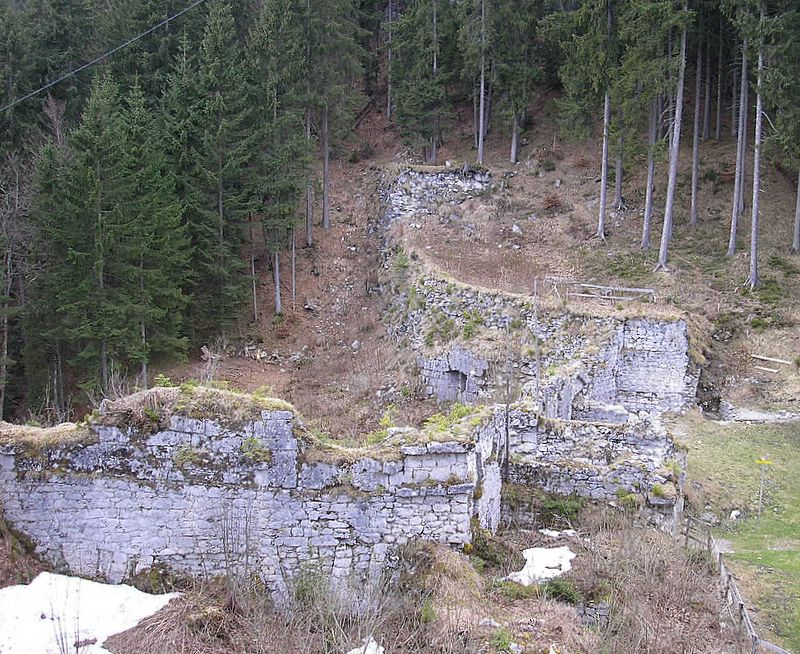
Горнверк поміж замком і фортифікаціями
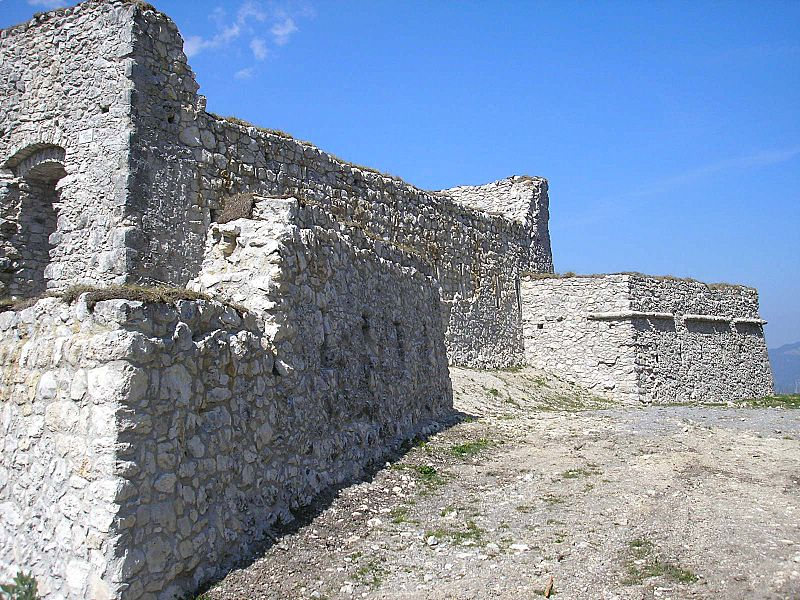
Бастіони форту Клаудія
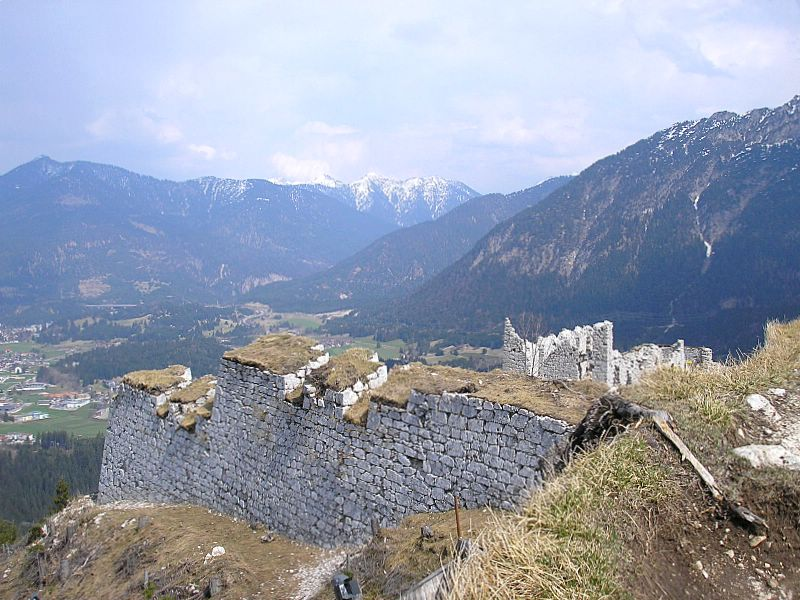
Мури і казарма фортифікації Шлосскопфа